# Religião na Suíça

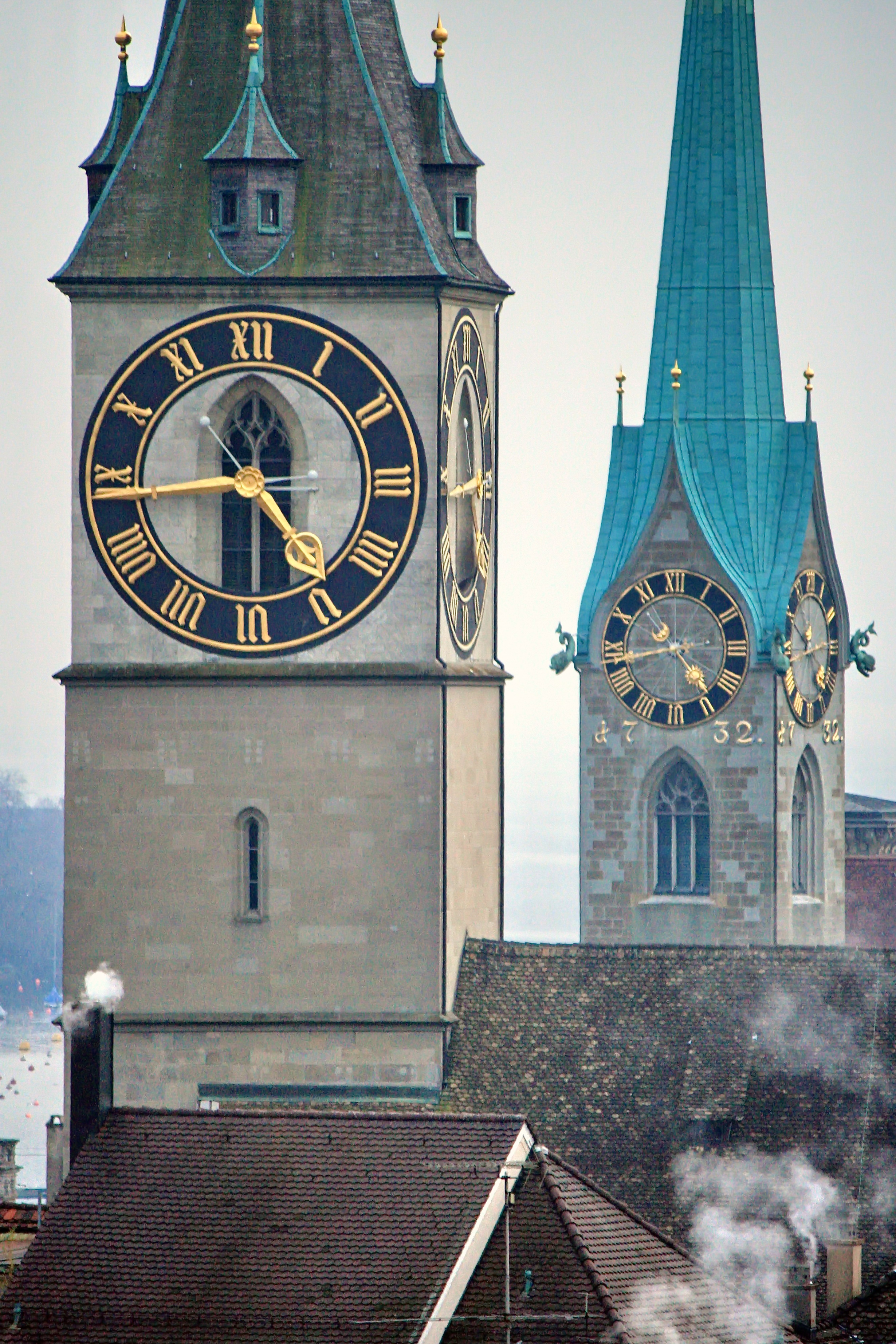
Grandes relógios típicos que caracterizam as torres das igrejas calvinistas suíças; na imagem as torres de São Pedro em Zurique e Fraumünster em Zurique.

A religião na Suíça é predominantemente cristã, que, de acordo com a pesquisa nacional do Escritório Federal de Estatística da Suíça, em 2020 correspondia a 61,2% da população residente (com quinze anos ou mais), dos quais 33,8% eram católicos, 21,8% eram calvinistas suíços e 5,6% eram seguidores de outras denominações cristãs (cerca de metade ortodoxa e metade de outros protestantes).  A proporção de cristãos diminuiu significativamente desde 1980, quando constituíam cerca de 94% da população; durante o mesmo intervalo de tempo, não afiliadoOs residentes suíços cresceram de cerca de 4% para 31% da população, e as pessoas que professam religiões não cristãs cresceram de cerca de 1% para 7% da população.  Em 2020, de acordo com os registros da igreja, 35,2% da população residente eram membros registrados da Igreja Católica do país, enquanto 23,3% eram membros registrados da Igreja Reformada Suíça. 

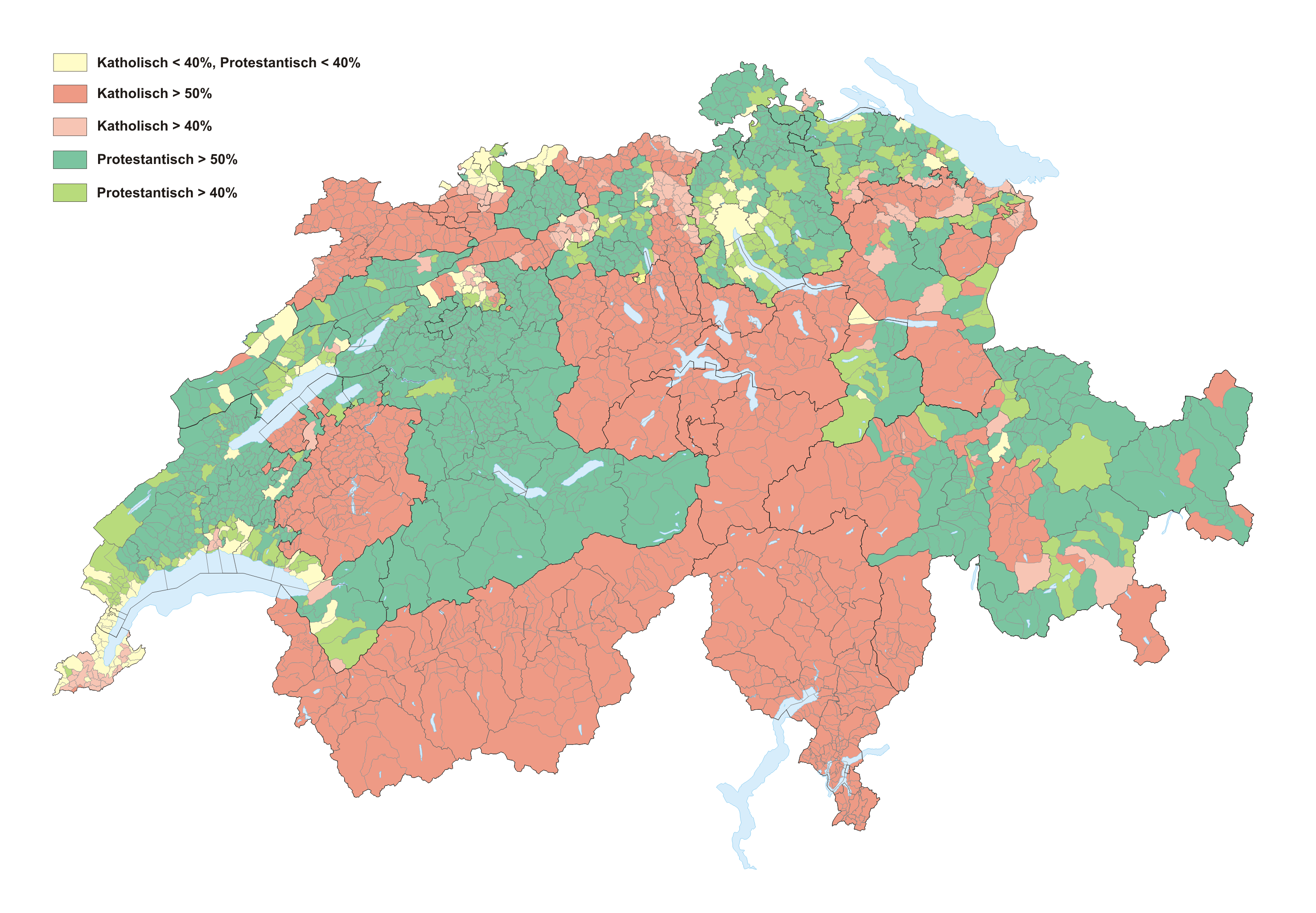
Mapa da Suíça por vertentes do cristianismo (Reformados em verde, católicos em vermelho).

O cristianismo foi adotado pelos ancestrais gauleses (principalmente helvécios) e germânicos (principalmente alemães) dos suíços modernos, respectivamente, entre a dominação romana tardia dos séculos IV e V, primeiramente, e entre a dominação franca dos séculos VI e VII, por último, abandonando seus paganismos indígenas galo-romanos e germânicos. A Antiga Confederação Suíça que começou a surgir no século XIII permaneceu católica até o século XVI, quando se tornou um dos centros da Reforma Protestante e a maioria dos suíços aderiram ao calvinismo.  Conflitos, e até mesmo guerras civis, entre protestantes e católicos persistiram até a Guerra de Sonderbund em 1847, após a qual a liberdade religiosa foi estabelecida por lei, entretando apenas para os cristãos.  A discriminação legal contra os judeus e algumas restrições contra a Igreja Católica persistiram, respectivamente, até o final do século XIX e o final do século XX.   No início do século XX, a Suíça tinha uma maioria absoluta de protestantes (cerca de 60% da população) e uma significativa população de católicos (cerca de 40%); desde o final do século XX e ao longo do século XXI, a composição religiosa do país mudou significativamente, com um aumento da população irreligiosa, um declínio acentuado do protestantismo para cerca de dois décimos da população e um declínio do catolicismo para cerca de três décimos da população. 
A Suíça não tem religião oficial, embora a maioria de seus cantões (exceto Genebra e Neuchâtel) reconheçam igrejas oficiais ( Landeskirchen ), em todos os casos católicas e protestantes suíças, e em alguns cantões também a Antiga Igreja Católica e congregações judaicas.  Essas igrejas são financiadas pelos impostos de seus fiéis . 

## Demografia
Religiões na suíça (Idade 15+, 2015-2017)

### Cristianismo
De acordo com a pesquisa estrutural nacional de 2020, o cristianismo era a religião de 61,2% da população, dos quais 33,8% eram católicos, 21,8% eram reformados (calvinistas), 5,6% eram adeptos de outras denominações cristãs (incluindo cristãos ortodoxos, luteranos, evangélicos não denominacionais, testemunhas de Jeová e outros movimentos cristãos). O cristianismo diminuiu significativamente desde a década de 1970, primeiro nos centros urbanos e depois cada vez mais também nas zonas rurais.

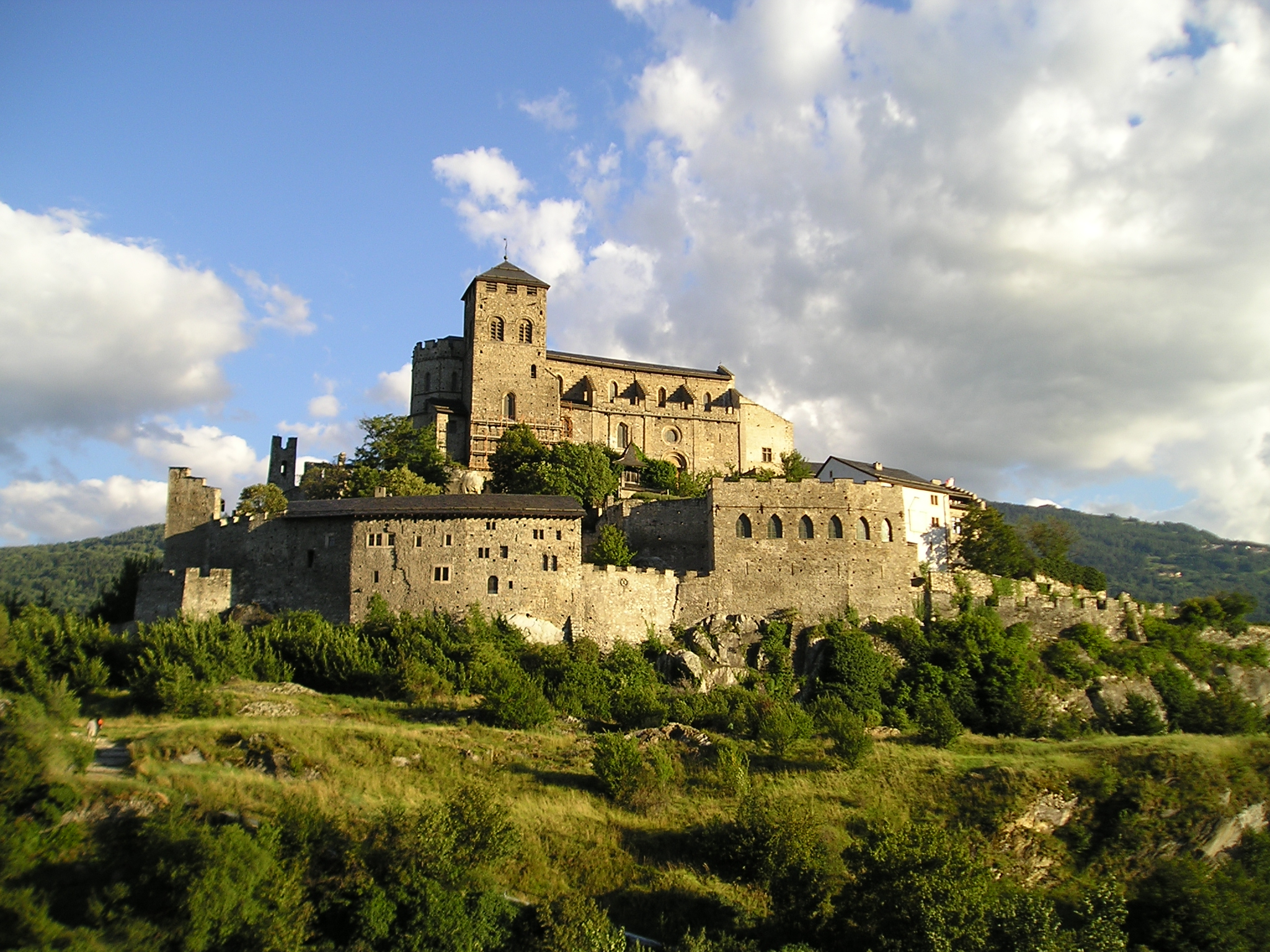
A Basílica de La Valère em Sion.

O país é historicamente equilibrado entre católico e protestante, com um complexa divisão de maiorias na maior parte do país. Um cantão, Appenzell, foi oficialmente dividido em seções católicas e protestantes em 1597. As maiores cidades (Berna, Zurique e Basileia) são predominantemente protestantes. A parte central do país, assim como Ticino, são tradicionalmente católicas. A constituição suíça de 1848, sob a recente sensação dos confrontos de cantões católicos vs. protestantes que culminaram no Sonderbundskrieg, conscientemente definiu a Suíça como um estado que permite a coexistência pacífica de católicos e protestantes. Uma iniciativa de 1980 pedindo a completa separação entre Igreja e Estado foi rejeitada, com apenas 21,1% de votos favoráveis.
Apesar da constituição do país ser neutro e permitir qualquer confissão prática religiosa no país, um referendo contra a construção de minaretes de mesquitas muçulmanas foi realizado em 29 de Novembro de 2009. O resultado foi a aprovação do texto que proíbe a construção de tal estruturas no país.

### Outras religiões
O islamismo é a segunda maior religião na Suíça depois do cristianismo, aderido por 5,4% da população em 2020.  Os muçulmanos suíços são principalmente de origem estrangeira (principalmente de ascendência árabe nas regiões galo-românicas e principalmente de ascendência balcânica, turca e iraniana nas regiões germânicas), embora haja um número crescente de suíços nativos convertidos. Os judeus religiosos representavam 0,2% da população suíça em 2020. Outras religiões presentes no país incluem o hinduísmo e o budismo, praticada tanto por suíços locais que nutriram interesse pelas doutrinas orientais quanto por imigrantes da Ásia. Há um templo taoísta, Ming Shan (明山, "Montanha de Luz"), localizado em Bullet, Vaud, e construído de acordo com as regras do feng shui; é a sede da Associação Taoísta Suíça e o principal centro na Europa da tradição taoísta de Wujimen (无极门, "Portão do Infinito "),  que se originou nas Montanhas Min de Sichuan, China. No país também existem vários novos movimentos religiosos, entre os quais um dos mais influentes foi a Antroposofia derivada da Teosofia; a Sociedade Antroposófica foi fundada pelo ocultista austríaco Rudolf Steiner nas décadas de 1920 e 1930 em Dornach, Solothurn, e é conhecida por promover as renomadas escolas Waldorf.